# Sebastiaen Jansen Krol
Sebastiaen Jansen Krol (parfois orthographié Crol ou Crull) a été directeur de Nouvelle-Néerlande de 1632 à 1633.

## Biographie
Sebastian Krol est plus connu pour avoir arrangé l'achat du domaine Rensselaerswijck en 1630. Kiliaen van Rensselaer fut l'un des premiers à réclamer des terres. Il a reçu l'étendue de terres se trouvant au nord et au sud du Fort Orange, mais n'incluant le comptoir, qui, comme l'île du Manhattan, est resté sous le contrôle de la compagnie des Indes néerlandaises. En vertu de cet octroi et achats postérieurs, Van Rensselaer acquit une étendue de terres comprenant les actuels comtés d'Albany et de Rensselaer et quelques terres du comté de Columbia dans l'État de New York.

## Sources
- (en) Cet article est partiellement ou en totalité issu de l’article de Wikipédia en anglais intitulé « Sebastiaen Jansen Krol » (voir la liste des auteurs).

## Compléments